# Distretto di Ziarat
Il distretto di Ziarat è un distretto del Belucistan, in Pakistan, che ha come capoluogo Ziarat. Nel 1998 possedeva una popolazione di 33.340 abitanti.